# Польсько-угорська шабля

Польсько-угорська шабля

Польсько-угорська шабля — це тип шаблі, що сформувався у XVI–XVII столітті в Угорщині під східним впливом. З другої половини XVI ст. ці шаблі набули характерних рис: верхів’я дещо збільшене, нахилене вперед, сплющене, мигдалеподібної форми; гарда у вигляді хрестовини з дуже довгими кільйонами; руків’я конічної форми; клинок слабо викривлений, в останній третині утворює велику єлмань.

## Історія
Шаблі у мадярів з'явилися ще в IX ст.. Проте починаючи з X ст. Угорщина розвивалася в європейському руслі й прийняла за основну клинкову зброю європейські мечі, хоч і шаблі не припинились виготовлятися. В XVI ст., після завоювання османами Угорщини, на цій території знову основною клинковою зброєю стала шабля. Тоді й виник угорський тип шаблі. Внаслідок впливу османського зброярства, цей тип отримав довгий клинок з масивною двоклинковою єлманню. Окрім того, місцевої інтерпретації зазнало османське верхів'я-ковпачок, що на угорських теренах набуло мигдалеподібної форми. Проте довгі кільйони (вуса) угорських шабель були успадковані від угорських мечів, а шипи були результатом трансформації у західноєвропейському стилі східного перехрестя. Таким чином в угорських шаблях поєдналися угорські та османські зброярські мотиви.
В Польщі угорські шаблі поширилися за часів правління угорсько-польського короля Стефана Баторія (р. п. 1576–1586). У Польщі цей різновид отримав свої особливості. Таким чином утворився польсько-угорський тип шаблі. Дослідники відзначають, що ці шаблі також поділяються на 4 підтипи. У ВКЛ угорські шаблі поширилися раніше, приблизно на початку XVI ст..

## Галерея
Польсько-угорські шаблі можемо бачити на наступних іконографічних джерелах:

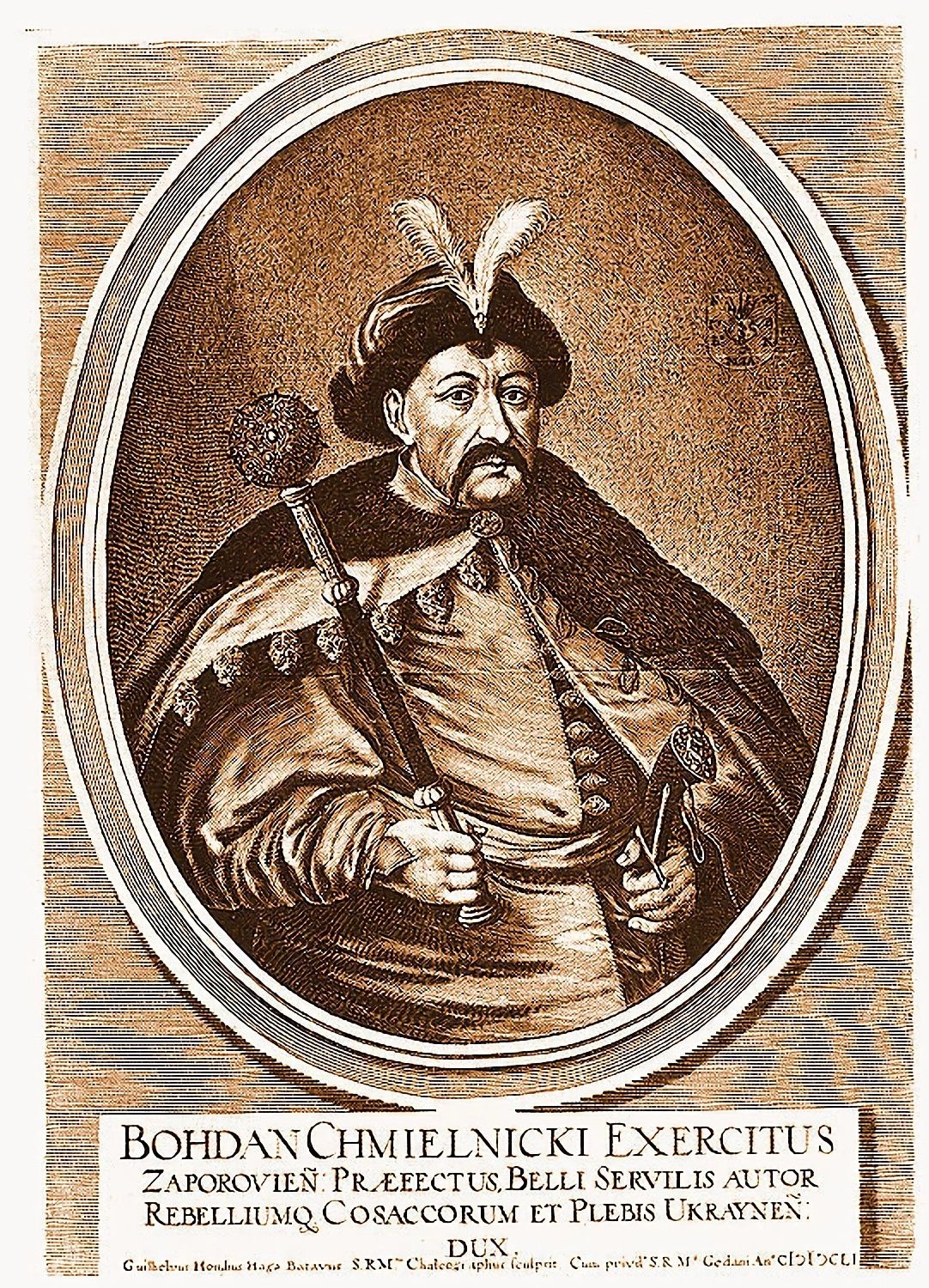
Гравюра Богдана Хмельницького, на якій він тримає свою шаблю польсько-угорського типу.
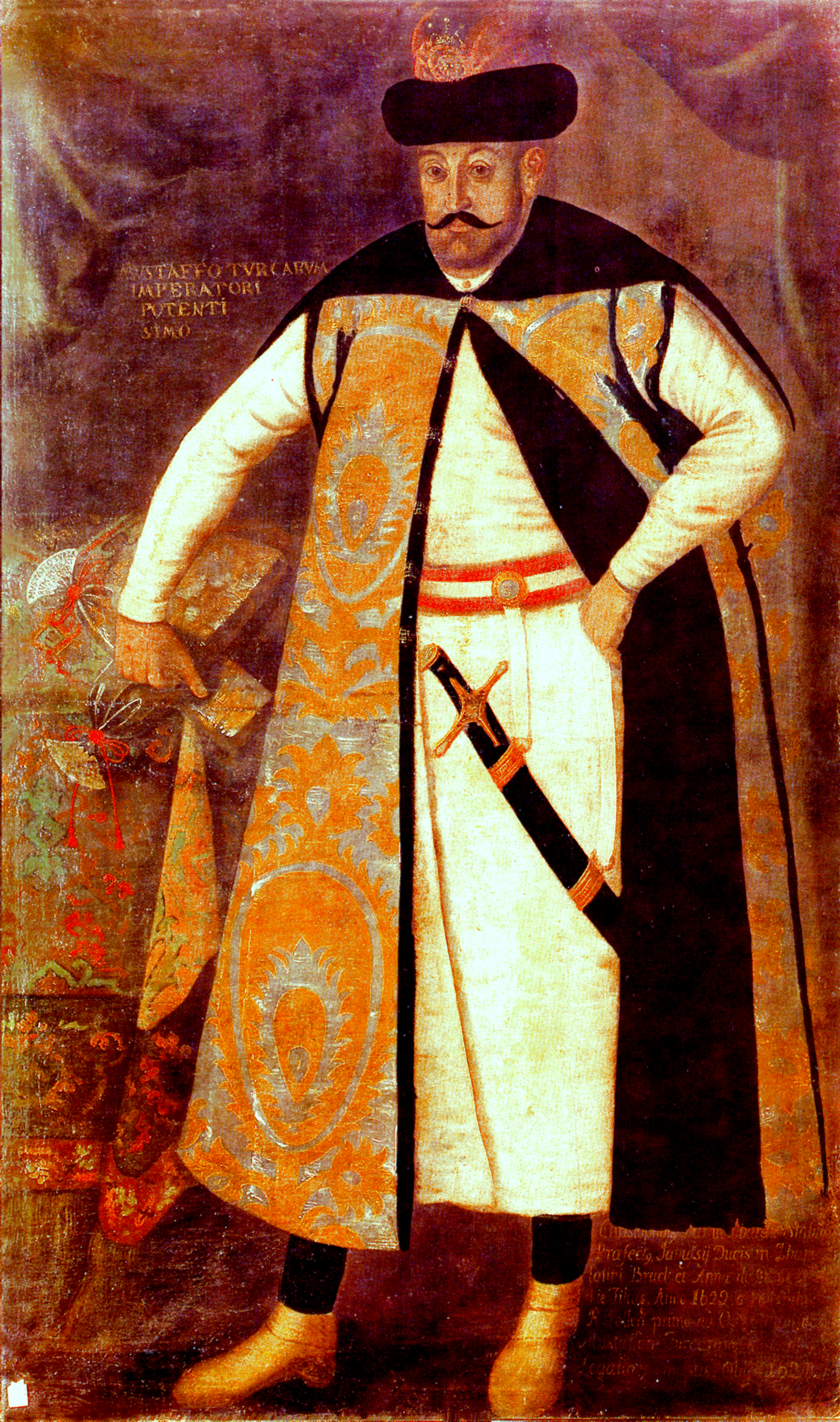
Портрет Криштофа Збаразького, де є його польсько-угорська шабля.
Портрет Олександра Острозького, де є його польсько-угорська шабля.
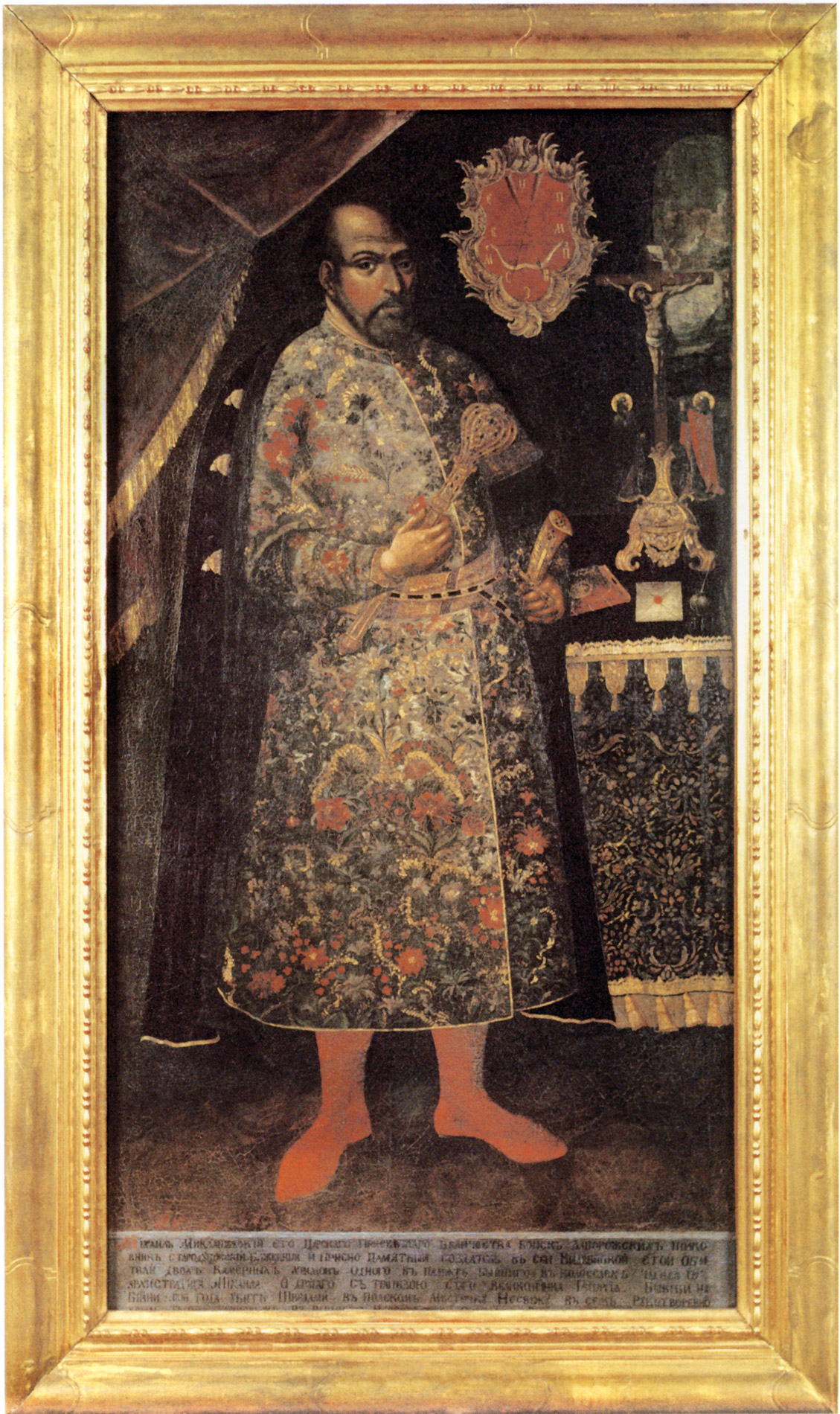
Портрет Михайла Миклашевського, де є його польсько-угорська шабля.
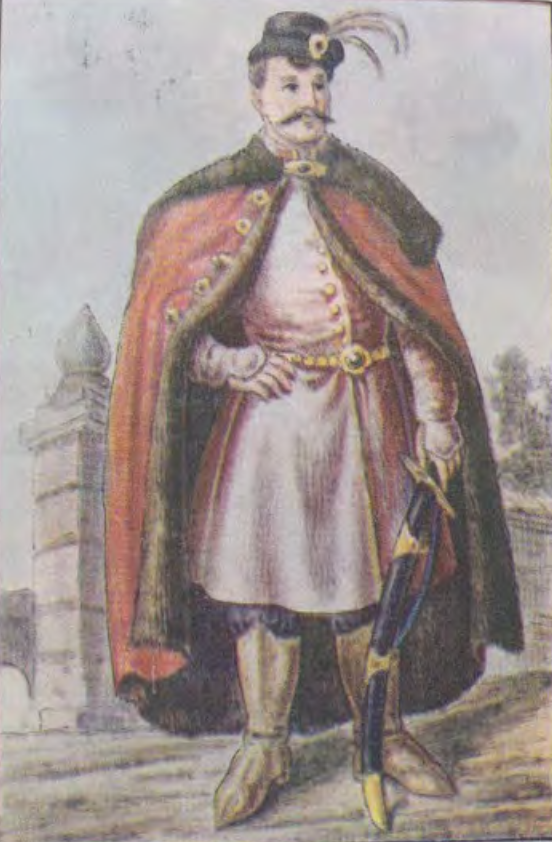
Шляхтич XVII ст. з Галичини, що тримає польсько-угорську шаблю.
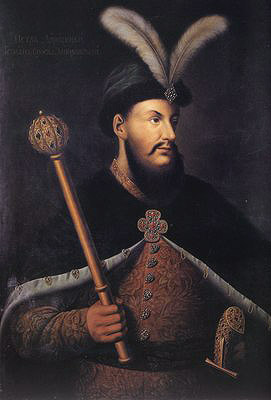
Портрет Петра Дорошенка, на якому є його польсько-угорська шабля.